# Ecualizador paramétrico
El ecualizador paramétrico es un ecualizador que permite el control individual de tres parámetros por cada banda: su frecuencia central, su ganancia, y su ancho de banda.
Un ecualizador similar es el semi-paramétrico, que sólo presenta el control individual de dos parámetros (generalmente frecuencia central y ganancia), mientras que el tercero es fijo.
Estos controlan los tres parámetros fundamentales, que son el ancho de banda, la frecuencia central y la amplitud de la señal. El manejo de estos es más complejo, ya que hay que ajustar todos los parámetros.
Lo ideal en un ecualizador paramétrico es tener cuatro bandas de frecuencias sobre las que actuar, bajas frecuencias (20 a 250Hz), media baja (250 a 2.000Hz), media alta (2000 a 4.000Hz) y altas (4.000 a 16.000Hz).
Si modificamos cualquier frecuencia también modificamos su respuesta de fase. Imaginen entonces una ecualización importante en varias frecuencias a la hora de sonorizar un evento, la respuesta de fase del sistema se vería fuertemente alterada.
Esto es debido al efecto que producen los filtros sobre la fase, recordemos que un ecualizador gráfico no es más que un conjunto de filtros pasa-banda.
Por ello, si el sistema de sonido esta bien ajustado, no hará falta tocar el ecualizador gráfico, y por este motivo observamos que la mayoría de ecualizadores gráficos en los conciertos en directo están totalmente planos.

## Uso práctico
Utilización práctica de un ecualizador paramétrico para corregir instrumentos musicales
También hay que apuntar que estas ecualizaciones dependen mucho del gusto artístico del técnico de sonido y/o instrumentista que para determinados estilos musicales buscan una exageración de niveles en determinadas frecuencias.
En el caso del bombo de una batería, las frecuencias producidas bajan hasta 40Hz, así que para controlar mejor el ataque deberemos acentuar o atenuar alrededor de 63Hz, de hecho, muchos micrófonos concebidos para bombos presentan una ligera cresta en esta frecuencia. Algunas de las frecuencias más molestas suelen estar en la zona de 300 y 400Hz.
Las guitarras eléctricas ocupan un amplio margen de frecuencias que comienza alrededor de los 80Hz. Si suenan demasiado sordas podemos atenuar sobre los 200Hz, mientras que si son demasiado duras atenuaremos sobre los 1000Hz; para las guitarras acústicas deberemos estar atentos en la zona comprendida entre 200 y 600 HZ.
La voz cantada contiene un amplio rango de frecuencias, siendo las frecuencias comprendidas entre 20 y 4kHz(aunque es muy poco probable que la voz humana llegue a 20Hz, pero se usa como referencia), el lugar donde tenemos más inteligibilidad. Recordemos que, según las curvas de Fletcher y Munson, esta parte del espectro es la más sensible para nuestro oído. Podemos observar cómo muchos micrófonos para voces tienen una cresta a partir de 5kHz.